# 德米特里·库尔斯基

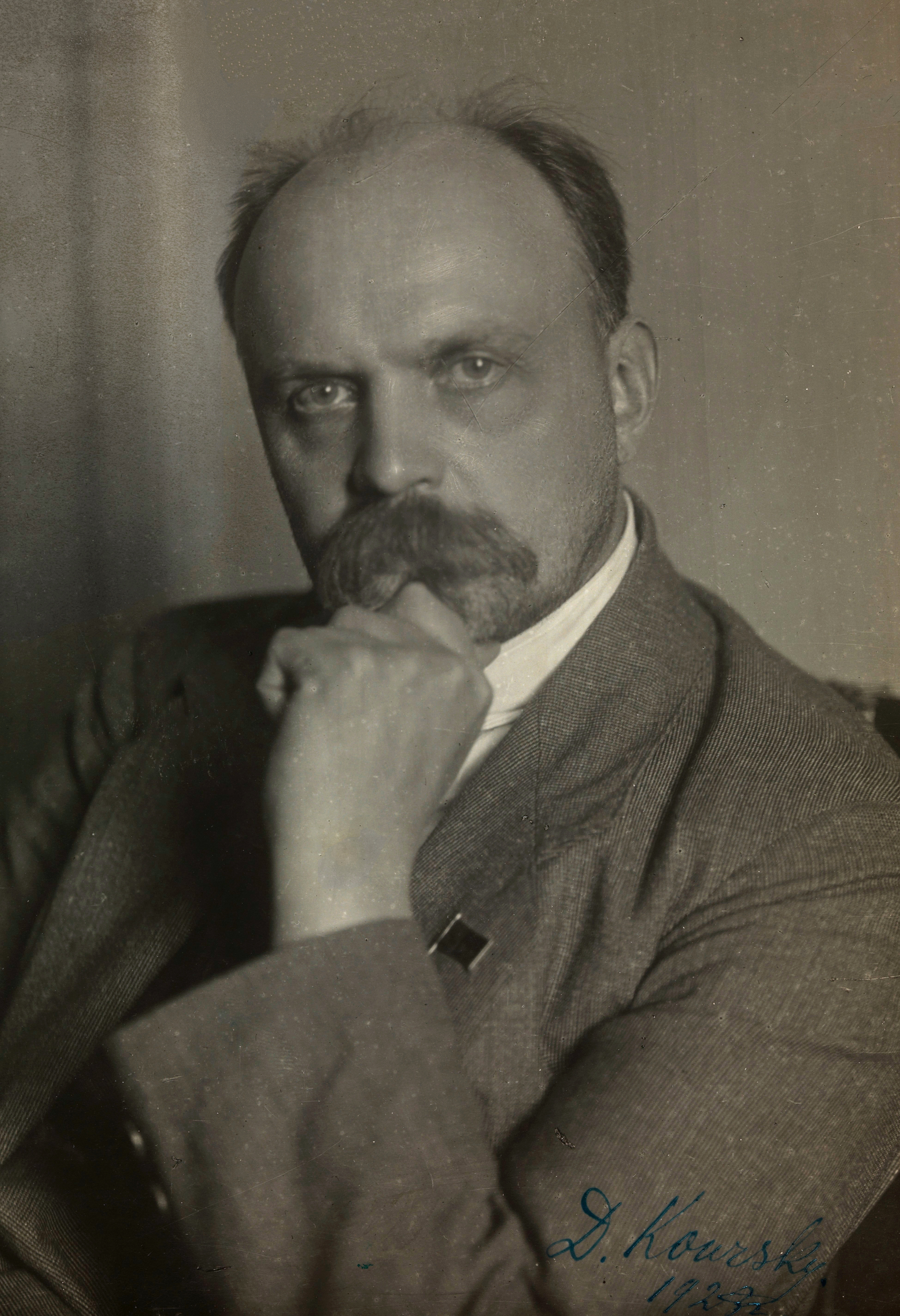
库尔斯基

德米特里·伊万诺维奇·库尔斯基（羅馬化：Dmitriy Ivanovich Kurskiy；1874年10月10日—1932年12月20日），俄罗斯共产党政治家，1904年加入俄国社会民主工党布尔什维克，曾担任上第文斯基苏维埃主席，1918年至1928年先后担任苏俄和苏联的司法人民委员。1925年在全联盟共产党（布尔什维克）第十四次代表大会作联共（布）中央审计委员会的报告。1932年自杀。